# Peter Lassen
 Ikke at forveksle med Peder Lassen.
Peter Lassen (født 31. oktober 1800, død 26. april 1859) var en dansk-amerikansk pioner. Han udrejste i 1830 og emigrerede 10 år senere til Californien, hvor bl.a. Lassen County, Lassen Volcanic National Park, Lassen National Forest og vulkanen Lassen Peak er opkaldt efter ham.
Han startede en savmølle, en melmølle, et stenbrud, en sølvmine, en guldmine og en vingård.
I 1856 var han med til at lede et mindre oprør i Nataqua Territory, der var et mindre område, der havde meget lidt statslig overvågning.
Det udnyttede en gruppe lokale ledet af Peter Lassen og Isaac Roop til at søge ly for skatteopkrævere.
Lassen blev guvernør til sin død tre år senere og blev fulgt af Roop.
Selvstændigheden varede yderligere to år til oprettelsen af Nevada i 1861.
Lassen var desuden leder af en af Californiens første frimurerloger.

## Myrdet i Nevada
På en ekspedition gennem Black Rock Desert i Nevada på jagt efter sølv blev Peter Lassen og Edward Clapper myrdet ved en lejrplads på kanten af bjergene.
Det er aldrig opklaret om morderne var indianere eller rivaler.

Liget af Peter Lassen flyttedes i november 1859 til Susanville i Californien, hvor det genbegravedes ved et stort gult fyrre (Ponderosa)-træ, og der rejstes en mindesten.

## Tilknytning til Farum
Den 30. september 1942 afslørede den danske frimurerloge Christian til Palmetræet en fire meter høj obelisk af granit i Farum. På mindestenens forside står:
Danskeren Peter Lassen

af California U.S.A.

født i Farum 31-10-1800

død i California 26-04-1859

Danmark og U.S.A. ærer hans minde
Oprindelig stod mindestenen ved sportspladsen på Frederiksborgvej overfor Farum Rådhus. Senere er obelisken flyttet til hjørnet af Farum Hovedgade og Kålundsvej i nærheden af det fredede Majtræ.
En spejdergruppe under Det Danske Spejderkorps i Farum er opkaldt efter Peter Lassen.

## Weblinks
- Peter Lassen Arkiveret 16. september 2016 hos  Wayback Machine - Lassen County Office of Education
- Peter Lassen, af Anders Bo Nygaard, Den Store Danske
- Hvem var Peter Lassen?, af Søren P. Petersen, Lyngby Vandrerlaug (2010)